# Перах
Перах (њем. Perach) општина је у њемачкој савезној држави Баварска. Једно је од 24 општинска средишта округа Алтетинг. Према процјени из 2010. у општини је живјело 1.218 становника. Посједује регионалну шифру (AGS) 9171126.

## Географски и демографски подаци
Перах се налази у савезној држави Баварска у округу Алтетинг. Општина се налази на надморској висини од 380 метара. Површина општине износи 14,1 km². У самом мјесту је, према процјени из 2010. године, живјело 1.218 становника. Просјечна густина становништва износи 86 становника/km².